# راندولف بورن
راندولف بورن (بالإنجليزية: Randolph Bourne)‏ هو كاتب أمريكي، ولد في 30 مايو 1886 في Bloomfield, New Jersey ‏ في الولايات المتحدة، وتوفي في 22 ديسمبر 1918 بسبب الإنفلونزا الأسبانية وإنفلونزا.

## وصلات خارجية
- راندولف بورن على موقع الموسوعة البريطانية (الإنجليزية)